# Sudabeh Mortezai

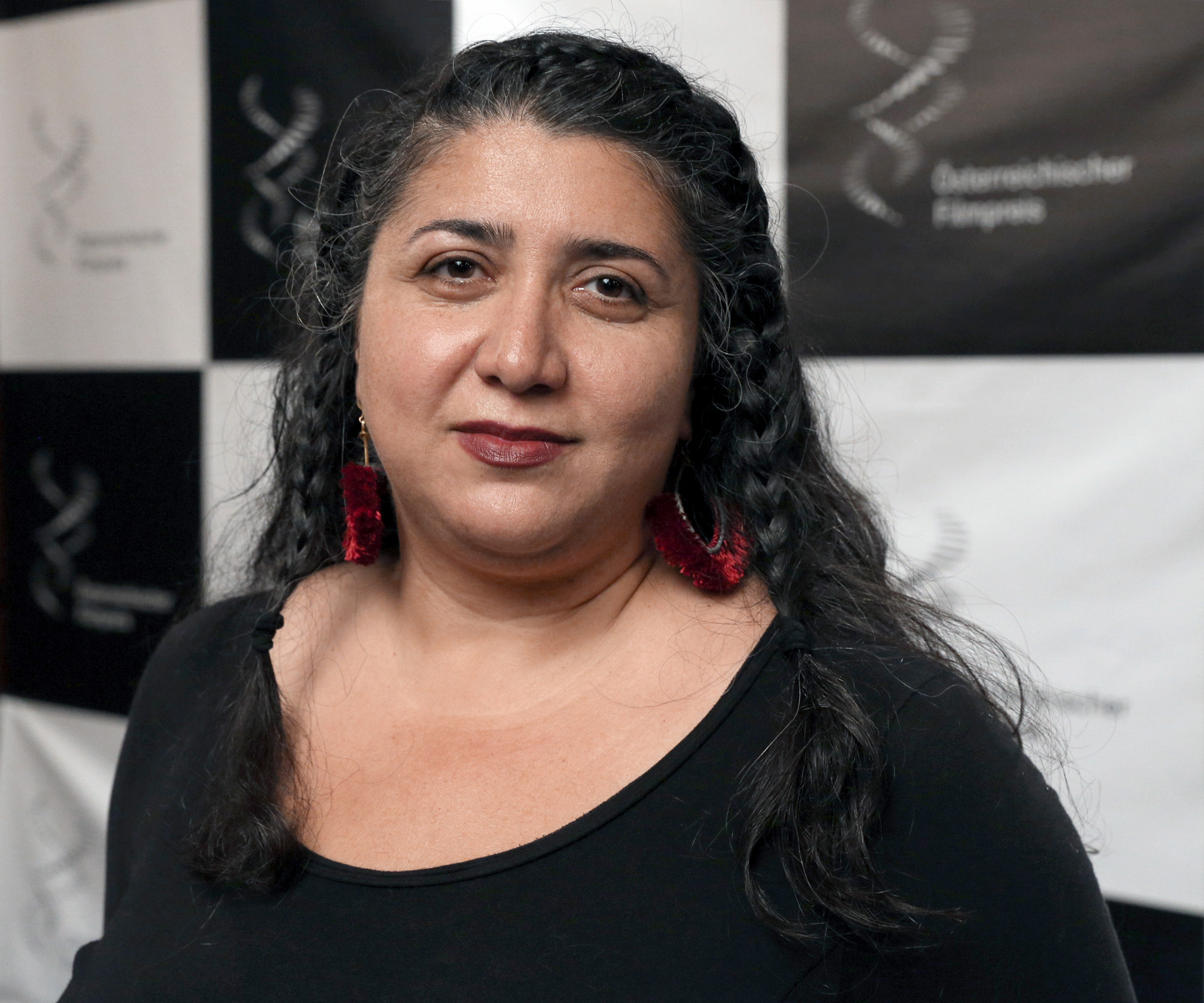
Sudabeh Mortezai (2015)

Sudabeh Mortezai (* 1968 in Ludwigsburg, Deutschland) ist eine österreichische Filmemacherin. 

## Leben
Sudabeh Mortezai wurde 1968 als Tochter iranischer Eltern in Ludwigsburg geboren. Ihre Kindheit und Jugend verbrachte sie in Wien und Teheran. Sie studierte zunächst Theater-, Film- und Medienwissenschaften in Wien, später Film an der UCLA in Los Angeles. Es folgten verschiedene Kurz- und Dokumentarfilme, so unter anderem 2009 Im Bazar der Geschlechter, der die weitverbreitete Praxis der Zeitehe im schiitischen Islam beleuchtet.
Im Jahr 2014 legte Mortezai schließlich mit Macondo, dem Porträt eines tschetschenischen Flüchtlingsjungen, ihren ersten abendfüllenden Spielfilm vor. Der Film erhielt eine Einladung in den Wettbewerb der 64. Berlinale.
Ihr zweiter Spielfilm Joy (2018) wurde zu den 75. Filmfestspielen von Venedig in die Sektion Giornate degli Autori eingeladen.
Mortezai ist Mitgründerin der Filmproduktionsgesellschaft FreibeuterFilm.

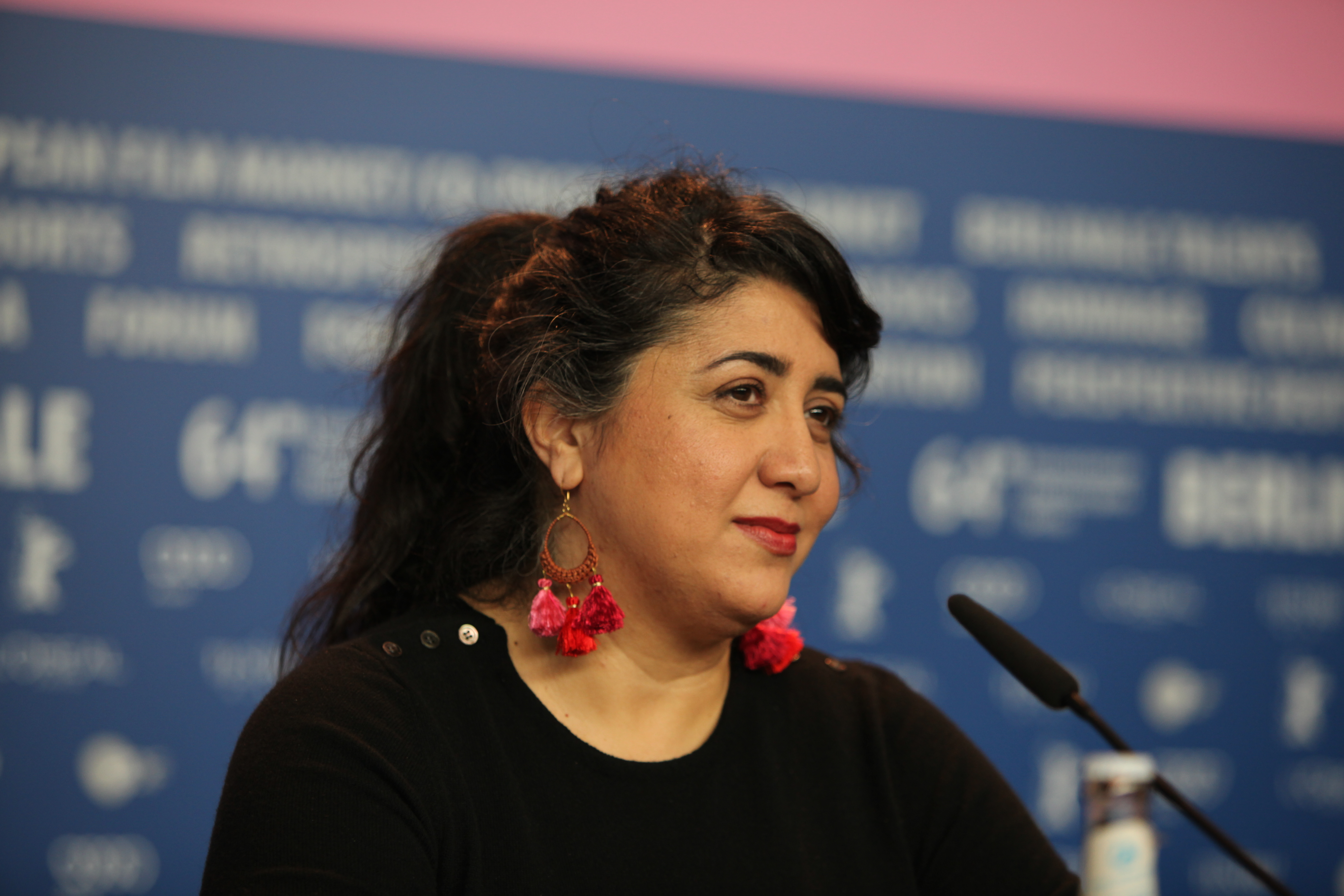
Sudabeh Mortezai bei der Berlinale 2014

## Filmografie
- 2006: Children of the Prophet (Dokumentarfilm)
- 2009: Im Bazar der Geschlechter (Dokumentarfilm)
- 2014: Macondo
- 2018: Joy
- 2023: Europa

## Auszeichnungen
- Für Im Bazar der Geschlechter:
  - 2010: Gewinner „Bester Internationaler Dokumentarfilm“, DOCSDF, Mexiko
  - 2011: Nominierung für den Österreichischen Filmpreis in der Kategorie „Bester Dokumentarfilm“
  - 2011: Gewinner „Bester ethnographischer Dokumentarfilm“, Espiello, Spanien
- Für Macondo:
  - 2014: Gewinner MehrWERT Filmpreis, Viennale
  - 2014: Gewinner Wiener Filmpreis in der Kategorie Spielfilm, Viennale
  - 2014: Gewinner CICAE Award, Sarajevo Film Festival
  - 2014: Nominierung LUX Prize des Europäischen Parlaments
  - 2014: Gewinner "Outstanding Directorial Achievement Award", Scarborough Film Festival, Toronto, Kanada
  - 2014: Gewinner Bestes Drehbuch und Cineuropa Award, Festival del Cinema Europeo, Lecce, Italien
  - 2014: Gewinner Firebird Award, Young Cinema Competition, Hong Kong International Film Festival
  - 2014: Gewinnerin Thomas Pluch Spezialpreis der Jury für das Drehbuch von Macondo
- Für Joy: 
  - 2018: Internationale Filmfestspiele von Venedig 2018 – Sektion Giornate degli Autori
    - Europa Cinemas Label – Best European Film[5][6]
    - Hearst Film Award – Best Female Director[7][6]

  - 2018: London Film Festival – Auszeichnung als bester Film[8][9]
  - 2018: Chicago International Film Festival – Auszeichnung mit dem Silver Hugo Special Jury Prize[10]
  - 2018: Viennale – Wiener Filmpreis[11]
  - 2019: Max Ophüls Preis für den gesellschaftlich relevanten Film[12]
  - 2019: Nominierung für den Thomas-Pluch-Drehbuchpreis (Hauptpreis und Spezialpreis der Jury)
  - 2020: Auszeichnung mit dem Österreichischen Filmpreis in den Kategorie Bestes Drehbuch, Beste Regie und Bester Spielfilm[13]

- Für Europa:
  - Fünf Seen Filmfestival: Auszeichnung mit dem Fünf Seen Filmpreis als Bester Spielfilm[14][15][16]
  - Viennale 2023: Auszeichnung mit dem Spezialpreis der Jury (Sudabeh Mortezai)[17]
  - Österreichischer Filmpreis 2024: Nominierung in der Kategorie Bester Spielfilm und Bestes Drehbuch

- Sonstige:
  - 2017: Outstanding Artist Award für Film[18]